# Gloniaceae
Gloniaceae is een botanische naam van een familie van schimmels. Het typegeslacht is Glonium.

## Geslachten
De familie bestaat uit de volgende vijf geslachten (peildatum december 2022): 
- Cenococcum
- Cleistonium
- Glonium
- Pseudocenococcum
- Purpurepithecium